# بيلاتوس بي سي-7
بيلاتوس بي سي-7 توربو ترينر (بالإنجليزية: Pilatus PC-6 Turbo Trainer)‏ هي طائرة تدريب خفيفة منخفضة الجناح وذات مقاعد متجانبة، أنتجت الطائرة عام 1978 من قبل شركة بيلاتوس للطائرات السويسرية، تستخدم الطائرة للتدريب وهي تصلح للتدريب على جميع أنواع الطيران الابتدائي.